# Le Temps des amoureuses
Pour plus de détails, voir Fiche technique et Distribution.
Le Temps des amoureuses est un documentaire français réalisé par Henri-Francois Imbert en 2008.

## Synopsis
30 ans après le tournage du film Mes petites amoureuses, le réalisateur rencontre les seconds rôles du film, un groupe de Narbonnais recrutés peu avant le tournage.

## Fiche technique
- Titre : Le Temps des amoureuses
- Réalisation et scénario : Henri-Francois Imbert
- Musique : Silvain Vanot
- Photographie : Henri-François Imbert
- Montage : Henri-François Imbert et Celine Tauss
- Pays de production :  France
- Société de production : Libre Cours
- Société de distribution : Shellac Distribution (France)
- Genre : Documentaire
- Durée : 83 minutes
- Tournage : 2008
- Date de sortie : France : 11 mars 2009

## Distribution
- Hilaire Arasa : lui-même
- Jean-Louis Dahmani : lui-même
- Aissa Ihamouine : elle-même
- Fabienne Dorey : elle-même
- Ernest Simo : lui-même